# Don Jon
Don Jon (titulada Entre sus manos en Argentina y Un atrevido donjuán en el resto de Hispanoamérica) es una película del 2013 escrita, dirigida y protagonizada por Joseph Gordon-Levitt. Producida por Ram Bergman, cuenta con las actuaciones de Scarlett Johansson, Julianne Moore, Rob Brown, Glenne Headly, Brie Larson y Tony Danza. La película se estrenó en el Festival de Cine de Sundance en enero del 2013.

## Sinopsis
Jon Martello (Joseph Gordon-Levitt) es un Don Juan moderno que se vincula con todo en la vida como si se tratase siempre de objetos, especialmente las mujeres. Sus amigos lo llaman Don Jon, por su habilidad para conseguir mujeres atractivas cada fin de semana, sin excepción. Aun así, sus mejores conquistas no se comparan con el éxtasis que consigue solo frente al ordenador viendo pornografía.

## Reparto
- Joseph Gordon-Levitt como Jon Martello.
- Scarlett Johansson como Bárbara Sugarman.
- Julianne Moore como Esther.
- Glenne Headly como la madre de Jon.
- Tony Danza como el padre de Jon.
- Brie Larson como la hermana de Jon.
- Lindsey Broad como Lauren.
- Rob Brown como Bobby.
- Italia Ricci como Gina.
- Jeremy Luke como Danny.
- Sloane Avery como Patricia.
- Amanda Perez como Lisa.
- Loanne Bishop como la madre de Barbara.
- Anne Hathaway como Emily Lombardo (actriz de cine).
- Channing Tatum como Conner Verreaux (actor de cine).

## Producción

### Filmación
La producción empezó en mayo de 2012 y se filmó en locaciones de Hackensack, Nueva Jersey, y Los Ángeles, California.

## Recibimiento
El jefe de edición de Entertainment Weekly, Jess Cagle, la llamó "una de las mejores películas que vi en el festival", y escribió: "Divertida, emocionante, inteligente y sumamente segura, Don Jon's Addiction además es el debut como director de Gordon-Levitt y lo coloca como uno de los directores nuevos más interesantes de Hollywood".